# Pubblicità erotica

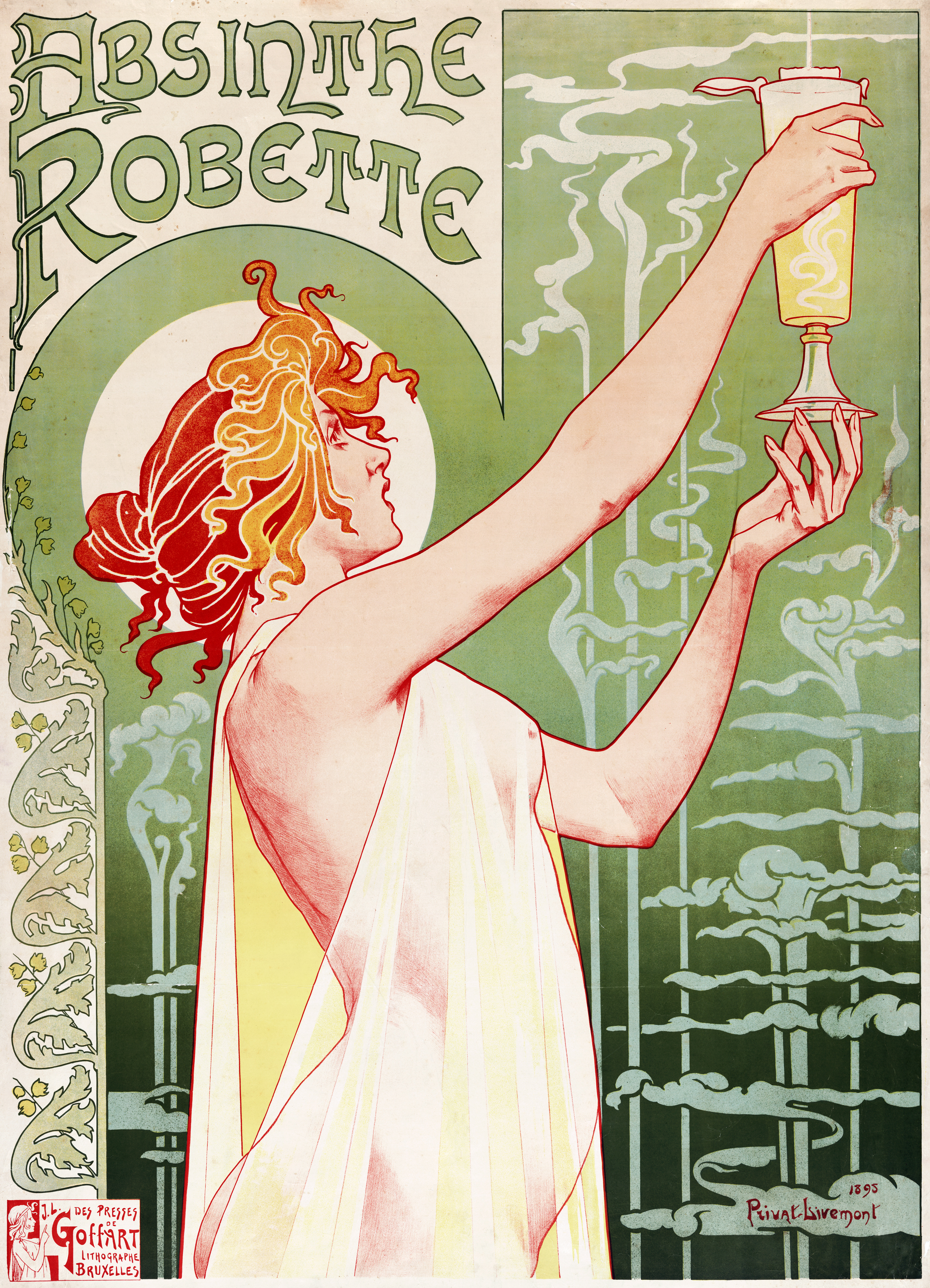
Una litografia pubblicitaria di Privat-Livemont del 1896, per una marca di assenzio.

La pubblicità erotica è una forma di pubblicità che fa leva sul sex-appeal (letteralmente: richiamo del sesso, fascino costituito prevalentemente da fattori erotici) per attrarre l'attenzione dei destinatari. L'espediente dell'erotismo può essere congruente col prodotto reclamizzato (come nel caso di lingerie, profilattici o prodotti di bellezza) oppure può non avere alcuna relazione con esso (come nel caso di carburanti, pezzi di ricambio meccanici o molti tipi di cibo). La percezione della pubblicità erotica, e l'impatto che questa può esercitare sulla sensibilità dei destinatari, tuttavia, varia in relazione al tipo di persona, al tipo di cultura, e al periodo storico.

## Definizione di pubblicità erotica

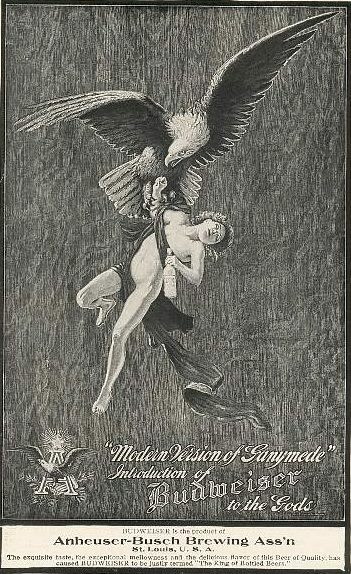
Un manifesto pubblicitario del 1904 della birra Budweiser (Anheuser-Busch), che trae ispirazione dall'episodio mitologico del ratto di Ganimede compiuto da Zeus.

Il concetto di pubblicità erotica è relativo: il fatto che una pubblicità venga percepita da parte di una persona come facente leva sul sex-appeal dipende da diverse variabili, così come esistono vari modi da parte della pubblicità di far leva sul sex-appeal.
Per poter procedere ad una definizione di pubblicità erotica è, quindi, necessario innanzitutto descrivere i modi in cui è possibile far leva sul richiamo del sesso, sul fascino costituito prevalentemente da fattori erotici.
Tra tutti i possibili modi di descrivere il funzionamento della pubblicità erotica, qui si sceglie il metodo che contrappone il mittente (cioè chi fa pubblicità) al destinatario (cioè chi fruisce la pubblicità). Ovviamente tale suddivisione è una semplificazione a fini espositivi perché i due punti di vista sono in realtà strettamente interrelati e perché il sistema di comunicazione è molto più complesso e articolato.

### Punto di vista del mittente

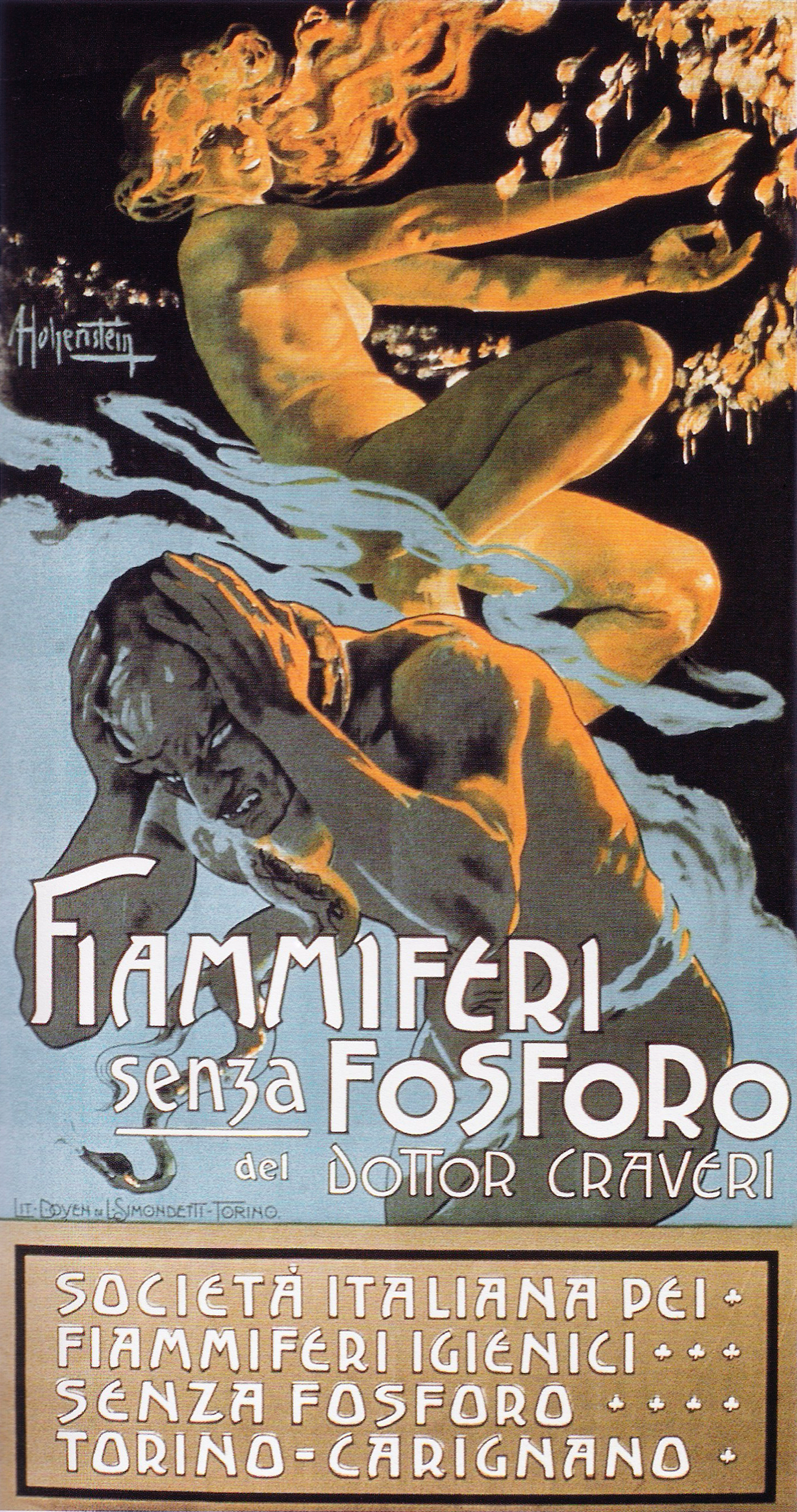
Un manifesto pubblicitario di Adolf Hohenstein del 1905.

Il punto di vista del mittente è quello del pubblicitario, ossia chi crea la pubblicità erotica. Esistono molti modi, che non si escludono necessariamente a vicenda (ma che anzi solitamente sono concomitanti) in cui è possibile far leva sul sesso per reclamizzare un prodotto:

#### Modi di far leva sul sex-appeal
- Grado di nudità. Il sex-appeal può essere definito in base al grado di nudità o in base a quanto un vestito mette in evidenza le forme del corpo della modella o del modello protagonista della pubblicità. Questa solitamente è considerata la forma più oggettiva. E il criterio di fondo è piuttosto semplice: più è coprente il vestito, minore dovrebbe essere il tasso di erotismo. In ogni caso in pubblicità raramente si arriva a mostrare i genitali, al limite il seno.
- Comportamento. Il sex-appeal può essere definito da un particolare modo di muoversi o di parlare da parte dei modelli se questo viene fatto in maniera tale da comunicare interesse sessuale o in un modo inteso a evocare interesse sessuale nello spettatore. Tale comportamento può essere rivolto allo spettatore direttamente, o indirettamente attraverso l'interazione tra i soggetti della réclame.
- Fattori contestuali. Il sex-appeal può essere definito dal contesto nel quale è ambientata la pubblicità. Ad esempio può trattarsi di un luogo particolarmente romantico o di una stanza da letto. Comunque per "fattori contestuali" s'intende anche la ripresa e il montaggio dello spot, l'inquadratura della fotografia, la luce utilizzata, particolari effetti visivi o sonori, la scelta di un certo tipo di musica.
- Referenti. Il sex-appeal può essere comunicato attraverso particolari elementi verbali, o da un mix tra elementi verbali e visivi del messaggio, incluse insinuazioni e doppi sensi sessuali.
- Incastonature e simbolismo. Il sex-appeal può essere definito anche attraverso piccole o impercettibili immagini di persone nude o di loro attributi sessuali incastonate da qualche parte all'interno di una réclame (è un caso da manuale quello delle sigarette Camel[2][3][4][5]). Oppure attraverso oggetti con forme che connotano genitali. O ancora attraverso oggetti che simulano veri e propri atti sessuali. Queste forme di erotismo rientrano nella controversa sfera della pubblicità subliminale, e rappresentano probabilmente l'altra estremità rispetto al "grado di nudità", perché si tratta di una forma molto soggettiva, tanto soggettiva che i consumatori nemmeno dovrebbero averne una percezione cosciente.

Come appare evidente già così non è semplice stabilire quale è una pubblicità erotica e quale non lo è, perché nel mezzo c'è una serie pressoché infinita di possibilità. Di solito è facile individuare le estremità, molto meno tracciare un confine.

#### La componente dell'amore romantico
A complicare le cose c'è il fatto che spesso alla componente prettamente sessuale si aggiunge un'altra componente, il cosiddetto amore romantico, che agisce sugli stessi processi psicologici, ma in misura diversa. Il risultato è che si hanno tre differenti tipologie di pubblicità:
- ad un'estremità vi sarebbero pubblicità esplicitamente e puramente sessuali, cioè pubblicità che fanno leva su quella pulsione umana innata evolutasi dalle necessità riproduttive. Mancherebbero in questo caso quella relazione romantica, quell'intimità e quelle componenti coinvolgenti che caratterizzano invece l'amore. Il principale meccanismo psicologico dietro l'impatto del sesso sarebbe l'arousal, cioè quello stato di allerta che va dal torpore all'eccitazione;
- all'altra estremità vi sarebbero invece quelle pubblicità definite di amore compagnia, cioè pubblicità che fanno leva solo ed esclusivamente sull'amore romantico. Mancherebbe o sarebbero veramente limitati in questo caso il coinvolgimento sessuale o la passione, in quanto questo tipo di amore è spesso focalizzato più sull'idealizzazione che non sulla sessualità dell'altro. L'amore compagnia è quieta intimità in una relazione, è il gentile feeling di affetto che si prova per un partner, e per partner s'intende una fidanzata o un coniuge e non una semplice brama. Il principale meccanismo psicologico dietro l'impatto dell'amore romantico sarebbe il piacere, cioè quella condizione che va dal dolore o dall'infelicità fino all'estasi o all'estrema gioia;
- le cosiddette pubblicità di amore passione sono un ibrido dei due precedenti tipi, sono cioè quelle che fanno leva, in differente grado, sia sul sex-appeal sia sull'amore romantico. L'amore appassionato è quello tra persone che sono felicemente innamorate, e che hanno l'inclinazione ad esperire un'intimità sessuale come importante veicolo di contatto ed espressione.

Tutti gli aspetti appena esposti sono comunque relativi all'ottica del pubblicitario, cioè di chi crea l'annuncio, perché in ogni caso una réclame può essere percepita come sexy o meno a seconda di chi la guarda:

### Punto di vista del destinatario

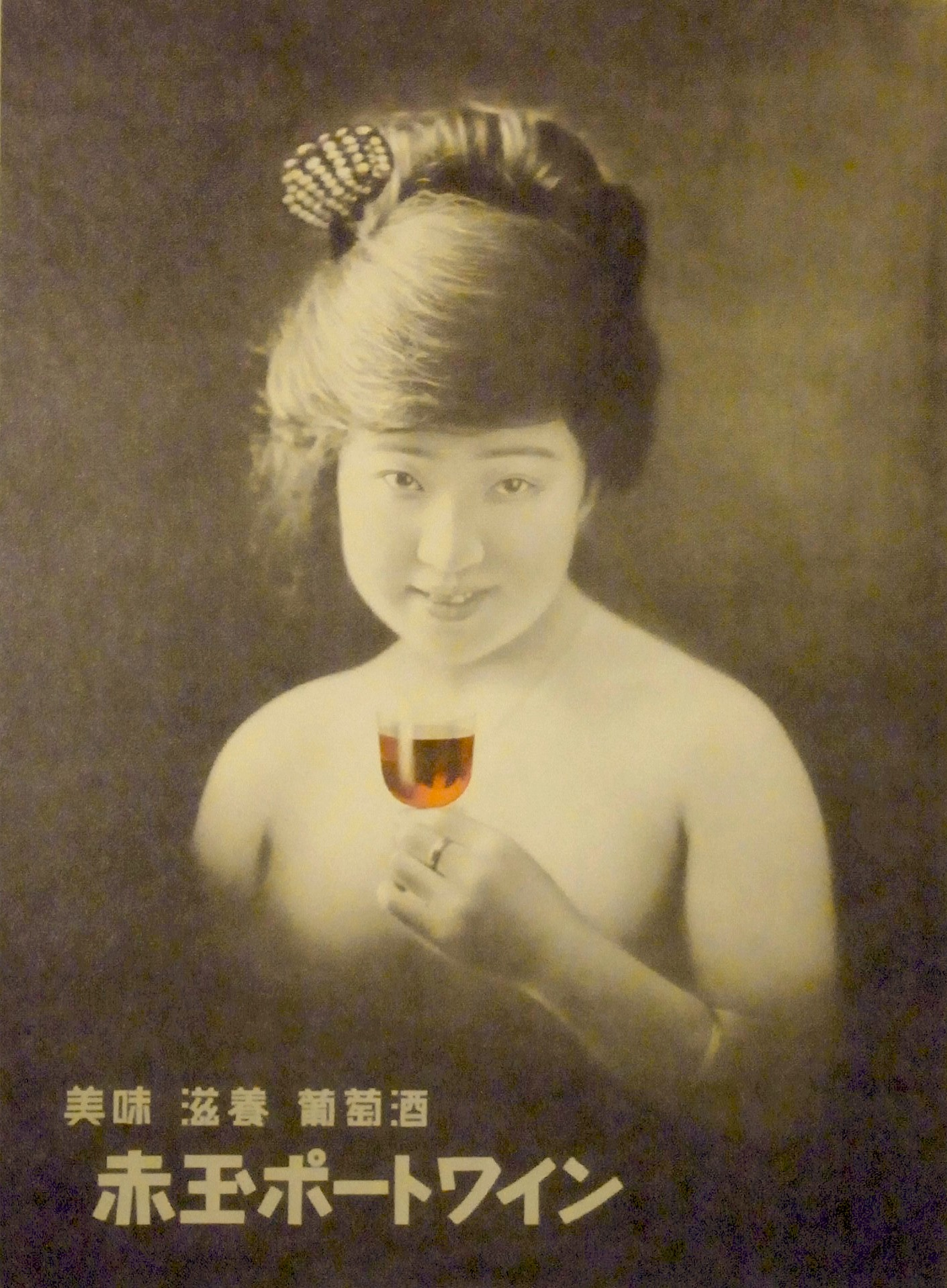
Il primo manifesto a presentare un nudo femminile in Giappone (1922). Opera di Toshiro Kataoja e Emiko Matsushima

#### Differenze individuali
Nella percezione del sex-appeal di una pubblicità entrano in gioco differenze individuali. Ad esempio una reazione affettiva della persona nei confronti degli stimoli sessuali dovrebbe moderare la propria valutazione dell'informazione sessuale in pubblicità. A tal proposito ricercatori hanno investigato la relazione tra il sex-appeal in pubblicità e variabili della personalità relate col sesso quali l’erotofobia e l’erotofilia, la colpevolezza del sesso, lo schema sessuale di sé. O, per fare un altro esempio, anche i giudizi etici sulla pubblicità sessuale possono avere un loro impatto sulla valutazione dei consumatori. E riguardo a questo è stato studiato il rapporto tra i contenuti sessuali delle réclame e tratti personali quali il liberalismo sessuale.

#### Differenze culturali
Nella percezione del sex-appeal di una pubblicità entrano in gioco differenze culturali. Il modo di trattare il sesso varia a seconda della civiltà nella quale la pubblicità si presenta. Ad esempio è moralmente scorretto per molti cinesi parlare apertamente di sesso. Tali consumatori valuterebbero un sex-appeal esplicito in pubblicità come tradizionalmente e culturalmente inaccettabile. Alcuni di loro ritengono che eserciti una cattiva influenza sui giovani e che in molti casi la pubblicità che fa leva sul sesso non si preoccupa di dare sufficienti informazioni sul prodotto. Tuttavia una forma più edulcorata di sex-appeal può facilmente essere accettata.
A tal proposito un'analisi del contenuto mostrava come, sebbene sia nella cultura occidentale sia in quella orientale vi fosse una tendenza generale a ritrarre le donne come bellezze classiche (vestite cioè in maniera sobria e normale), per ciò che riguarda nello specifico donne rappresentate in pose sexy, queste erano molto più diffuse sulle riviste occidentali internazionali americane che non sulle riviste orientali locali di Taiwan e Singapore. Inoltre si metteva in evidenza come in Giappone e in Corea del Sud al momento di voler rappresentare una donna in posa sexy, fosse molto più probabile l'impiego di modelle occidentali che non di modelle orientali.

#### Differenze storiche

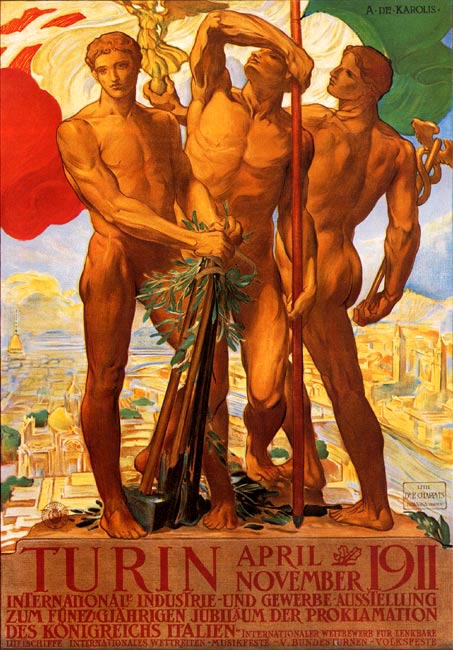
Un manifesto pubblicitario di Adolfo De Karolis del 1911.

Nella percezione del sex-appeal di una pubblicità entrano in gioco differenze storiche, perché anche se il significato e le funzioni di immagini o parole come portatrici di erotismo dipendono dai costumi e dal gusto estetico di una data società, questi non sono sempre stati gli stessi nel tempo.

In Occidente l'utilizzo del nudo, sia femminile sia maschile, nei manifesti pubblicitari di fine Ottocento e di inizio Novecento, aveva un valore espressivo generalmente desessuato e che rimandava a idee di solennità, forza, sacralità, grazia proprie dell'iconografia classica greca o romana, e che solitamente poco aveva a che fare col sex-appeal.
Si dovette attendere il secondo dopoguerra, quindi la fine degli anni quaranta, per veder comparire i primi timidi tentativi di erotizzazione, con un uso casto e appena allusivo del volto e del corpo femminile per prodotti del tutto ortodossi come cosmetici o calze. In ogni caso il nudo liberty venne quasi del tutto radiato, e praticamente fino al Sessantotto si assistette ad una forma di puritanesimo che colpì non solo la réclame ma un po' tutte le forme di comunicazione artistiche o sociali.
Tuttavia fu negli anni settanta che il sesso irruppe nella pubblicità, in seguito alle profonde trasformazioni sociali di quegli anni. Addirittura parve quasi che qualcuno avesse scoperto una sorta di “trucco della donnina nuda", perché dal 1971 al 1975 tantissimi prodotti furono pubblicizzati per mezzo di modelle semisvestite o in pose provocanti. La maggior parte di questi prodotti, comunque, non aveva molto a che fare col sesso: benzina, lamette da barba, motociclette, bottiglie di birra, pantaloni. È importante notare che si sta parlando di modelle, e non di modelli. Infatti fu sempre in quegli anni che si formò non solo la pubblicità sessuale, ma anche la pubblicità sessista che, purtroppo e non di rado, finisce con l'essere la stessa cosa. E questo perché in ogni caso per quanto da un lato la pubblicità tentò di cavalcare il cambiamento dei costumi, la cosiddetta rivoluzione sessuale, dall'altro finì col riflettere ciò che veniva definito stereotipo dominante maschilista. Tale fenomeno era riconducibile ad un più generale limite intrinseco della pubblicità tutta, che diviene palese proprio in circostanze come questa: 
- da un lato la pubblicità ha l'esigenza di essere originale per essere sempre in grado di attrarre l'attenzione dei consumatori;
- dall'altro non può spingere questa originalità all'eccesso perché altrimenti diventa incomprensibile, deve perciò attenersi ai modelli culturali vigenti (per quanto discutibili).

Negli anni ottanta e nei primi novanta si assistette comunque ad una radicale trasformazione nella rappresentazione pubblicitaria del corpo poiché si andò verso una palese bisessualità e androginia: con donne che sembravano ragazzi e uomini che sembravano ragazze, con una virilizzazione dei ruoli e delle pose femminili e un addolcimento quasi adolescenziale di ruoli e pose maschili.
Questa ha assunto col tempo il carattere di vera e propria fase di transizione perché è sul finire degli anni novanta che si ha un ribaltamento del canone degli anni settanta con la comparsa dell’uomo oggetto, quasi a voler sostituire uno stereotipo con un altro, in modo da pareggiare in qualche modo i conti. 
È stata quindi la volta dell'uomo succube di sadomasochismi da parte delle donne: cavalcato, sculacciato, calpestato, deriso, oggetto di brama, eccetera eccetera.

### Una possibile convergenza tra mittente e destinatario
Anche se la questione della pubblicità che fa leva sul sex-appeal è evidentemente complessa, è comunque possibile restringere il campo, sia sul versante del mittente sia sul versante del destinatario, al fine di stabilire con un minimo di oggettività cosa s'intende per pubblicità erotica. Le tre variabili più importanti per procedere a tale definizione sono le seguenti:

#### Pubblicità sessualmente esplicita

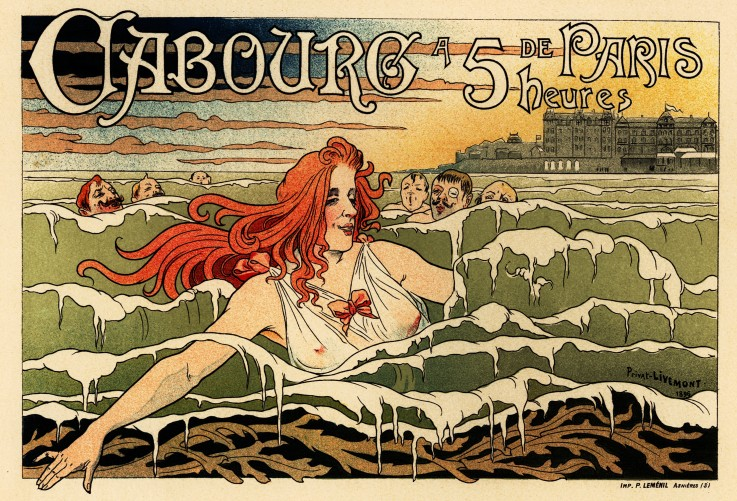
Un poster pubblicitario di Privat-Livemont del 1897.

Innanzitutto, per quanto possa essere difficoltoso stabilire fino a che punto una pubblicità appartenente alla "zona grigia" sia da considerarsi sessuale o meno, a detta di chi, e quanti siano costoro, esiste anche una folta schiera di réclame che possono essere definite ad unanimità come sessualmente esplicite, e che anzi in certi casi sconfinano senza tanti complimenti nel pornografico, sebbene quest'ultimo sia più un problema della stampa che non della televisione. Non solo, ma è un dato di fatto che dagli anni settanta a oggi la presenza del sesso in pubblicità, nonché l'evidenza di tale sesso, sono andati progressivamente crescendo.
A titolo esemplificativo è possibile citare un'analisi del contenuto condotta sulla stampa statunitense alla fine degli anni novanta secondo la quale gli stimoli emotivi più frequentemente utilizzati in pubblicità sarebbero: il calore (cioè réclame rappresentanti un'atmosfera amichevole, accogliente: 43,6%); l’umorismo (cioè réclame divertenti: 34,6%); l’erotismo (pubblicità rappresentanti modelle seducenti, parzialmente o completamente nude: 17,1%); la paura (9,4%); la provocazione (5,5%); la nostalgia (1,1%). Dove gli ultimi tre sono da considerarsi fenomeni marginali in pubblicità.

#### Target 18-34 anni

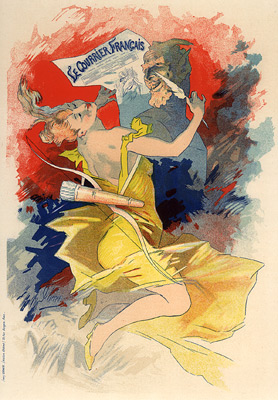
Un manifesto pubblicitario di Jules Chéret per un giornale francese (1891).

D'altro canto non si deve trascurare il fatto che, quando i pubblicitari fanno leva sul sex-appeal (e si sta parlando della nostra epoca e della civiltà occidentale), in realtà non pretendono di comunicare a chiunque ma mirano ad una platea privilegiata. Il classico target della pubblicità sessuale (che poi, spesso, è anche il classico target della pubblicità tutta) è la fascia di età che va dai 18 ai 34 anni.
È vero che i 18-trentaquattrenni hanno una minor disponibilità economica e di fatto guardano meno televisione rispetto ai più anziani, ma i pubblicitari ritengono che le persone di quest'età siano più facilmente influenzabili dalla réclame, per il semplice fatto che si tratta di consumatori meno esperti. Lavorare su consumatori più maturi, che magari hanno un set di marche o di prodotti consolidato, richiede molto più tempo e impegno e quindi investimento di denaro maggiore da parte dell'utente.
Si calcola che una persona in una giornata media veda, a seconda delle stime, un qualcosa che oscilla tra i trecento e i tremila annunci.
Il sesso rappresenterebbe un ottimo espediente per attrarre l'attenzione in mezzo a questa giungla di informazioni, perché per i giovani le esperienze e le espressioni sessuali sono ancora relativamente nuove. E cambi ormonali e sviluppi del corpo contribuiscono alla novità e alla salienza delle immagini sessuali. Inoltre il sesso può indurre a ragionamenti di tipo emulativo della serie «quella persona di bella presenza usa quel prodotto: se uso quel prodotto anch'io allora…». E l'avvenenza, a questa età, è considerata solitamente una cosa importante.
Per cui senz'altro esisteranno anche differenze nei tratti della personalità che mediano la percezione del sesso, ma in generale si può affermare che i giovani sono più sensibili rispetto ai meno giovani. Infatti il sesso non fa altrettanto presa su un pubblico più adulto.
Ovviamente lo stesso identico ragionamento vale non solo per la pubblicità, ma per tutta la programmazione mediatica in generale. Si potrebbe concettualizzare, indicativamente, che i giovani guardano meno televisione, e quando la guardano preferisco programmi, o più in generale contenuti, di questo tipo. E i pubblicitari ne sono consapevoli.

#### Genere femminile e genere maschile
Tuttavia va tenuto in considerazione anche il fatto che, per un argomento così delicato come quello del sesso, la reazione di soggetti femminili e soggetti maschili non è propriamente la stessa.
In generale i giovani sembrano avere quella che si potrebbe definire una sorta di "soglia di intolleranza" nei confronti nell'utilizzo del sesso in pubblicità relativamente alta (quindi il range della sensibilità è piuttosto ampio, sia per quanto riguarda la soglia inferiore, sia per quanto riguarda la soglia superiore). E da questo punto di vista non ci sono differenze di giudizio etico tra maschi e femmine nei confronti della réclame erotica.
Il problema e le differenze si hanno piuttosto quando un soggetto femminile o un soggetto maschile si trova al cospetto di una pubblicità che utilizza un modello oppure una modella. In sostanza femmine e maschi reagirebbero differentemente rispetto a modelli pubblicitari dello stesso genere o del genere opposto. Indicativamente si può dire che soggetti femminili valutano più favorevolmente immagini sexy di uomini mentre soggetti maschili valutano più favorevolmente immagini sexy di donne. Comunque il giudizio di soggetti femminili nei confronti di modelli dello stesso genere sarebbe molto più favorevole rispetto al giudizio di soggetti maschili sempre di fronte a modelli dello stesso genere.
Quando invece la pubblicità presenta un'interazione sessuale tra modelli maschili e modelli femminili le valutazioni di soggetti femminili e di soggetti maschili sono molto simili (anche il livello di arousal sarebbe lo stesso, così come il tipo di risposte).
Limite evidente di questi studi è rappresentato dal fatto che si dà per scontato un auditorio eterosessuale, non contemplandone uno omosessuale.

## Efficacia della pubblicità erotica

### Attenzione e memoria

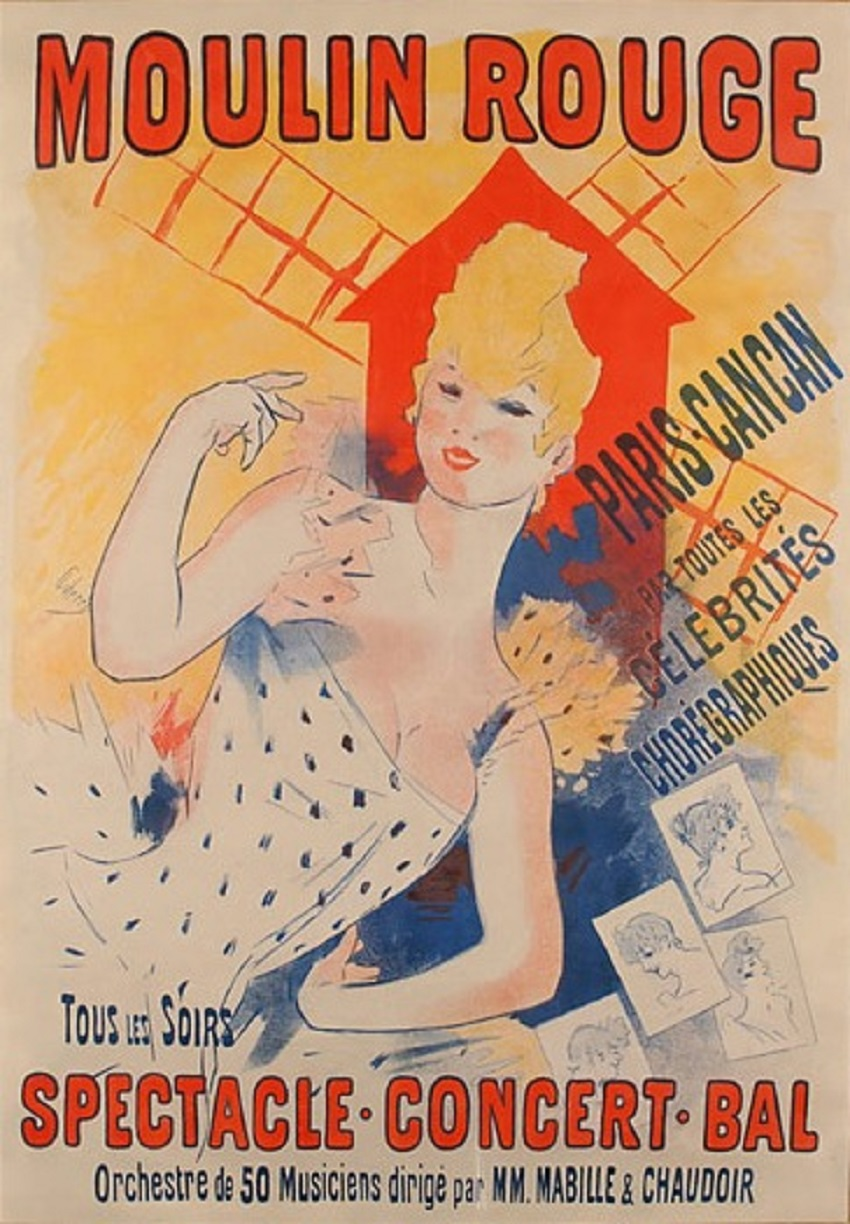
Un manifesto del Moulin Rouge di Parigi. Opera di Jules Chéret (1890)

In pubblicità si ricorre frequentemente all'uso del sesso perché questo è molto efficace nell'attrarre l'attenzione.
A sua volta esisterebbe una forte correlazione tra attenzione e memoria, ovvero un basso livello di attenzione determinerebbe un basso livello di memoria e un alto livello di attenzione determinerebbe un alto livello di memoria.
La memoria è un aspetto cruciale della psicologia della pubblicità, in quanto la memoria è considerata il primo gradino, o meglio una condizione necessaria sebbene non sufficiente, nel determinare l'efficacia della pubblicità. Dove per pubblicità efficace s'intende in prima accezione una réclame in grado di creare goodwill (e cioè un atteggiamento positivo, benevolenza, amicizia, simpatia) nei confronti di un prodotto o di una marca, e quindi capace di evocare il desiderio, la convinzione che il prodotto reclamizzato rappresenti una soluzione valida e desiderabile, anzi la migliore delle soluzioni possibili. E quindi stimolare una propensione al consumo o prima ancora un'intenzione all'acquisto.

Il principio di fondo secondo il quale le memoria è da considerarsi un elemento base è molto semplice: ad una persona dovrà pur rimanere qualcosa in mente dell'annuncio pubblicitario che ha appena visto (aspetti formali, prodotto e marca reclamizzati). Il fatto che una pubblicità venga rammentata non significa che poi sia anche efficace, ma se una pubblicità non viene neppure rammentata senz'altro non sarà efficace. Se non resta nella memoria niente di un determinato messaggio, è come se quel messaggio non ci fosse mai stato. Se però rimane qualcosa, sperando che sia la cosa giusta, può succedere qualsiasi cosa a quell'informazione. Non necessariamente rendere l'annuncio pubblicitario efficace, ma perlomeno c'è la base affinché un qualcosa possa accadere.

### Processamento dell'informazione e congruenza

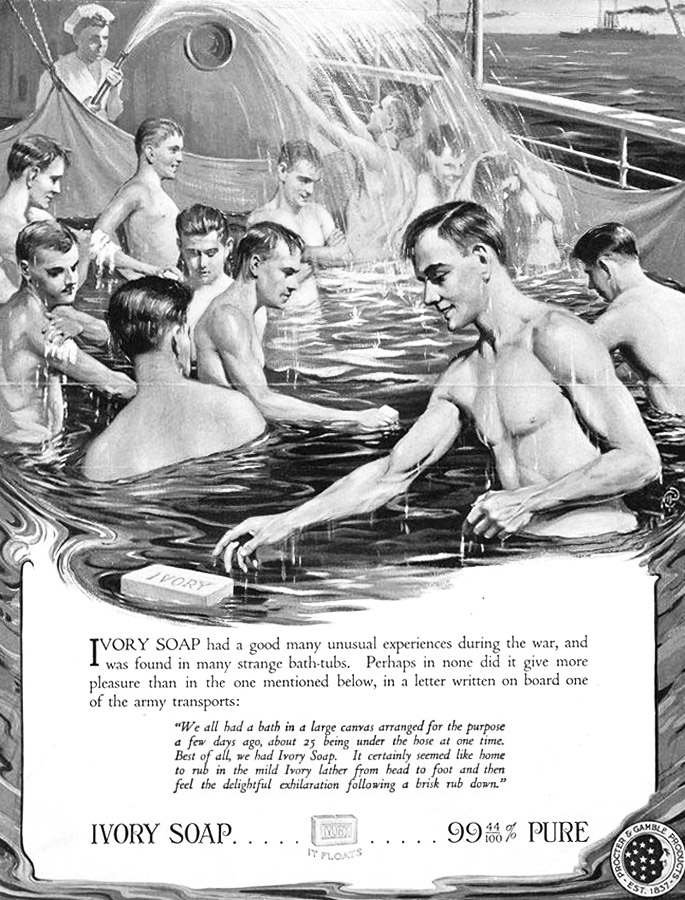
Pubblicità commerciale di una saponetta (Prima Guerra Mondiale).

Le ricerche che si sono concentrate sul processamento dell'informazione hanno dimostrato come il sesso in pubblicità sia davvero potente nel catturare l'attenzione, perché spesso pubblicità che fanno leva sul sex-appeal sono ricordate meglio e riconosciute più facilmente rispetto a pubblicità ritenute neutre (ovviamente nella misura in cui il grado di memoria può essere considerato un indice del grado di attenzione).
Tale effetto positivo ha però un risvolto negativo, e in questo caso i problemi riguardano il prodotto e la marca: il sesso è comunque un espediente efficace, ma rischia di esserlo troppo e di attirare su di sé tutta quanta l'attenzione se è eccessivamente esplicito e se i beni reclamizzati non hanno niente a che fare col sesso. Armando Testa, facendo sua un'espressione di Rosser Reeves, era molto esatto al riguardo: «troppo sesso funziona da vampiro perché succhia l'attenzione del cliente e l'allontana dal prodotto». In sostanza l'uso del sesso è rilevante per la comunicazione di marketing solo se i consumatori hanno intenzione di fare un acquisto per un motivo sessuale. Se da un lato mentine, abiti o attrezzi ginnici possono essere acquistati da certe persone per aumentare la propria percezione di sex-appeal, è dubbio che qualcuno si compri una pizza o la marmitta di un motorino per anticipare un'esperienza orgasmica.
I ricercatori che hanno studiato gli effetti del sesso sul processamento dell'informazione pubblicitaria hanno preso come riferimento due approcci teoretici correlati, che sono il modello del processamento dell'informazione e il modello della gerarchia dell'effetto. Entrambi questi approcci assumono che la comunicazione persuasiva progredisca linearmente attraverso una serie di stadi, e che ostacoli che impediscono al consumatore di venire in contatto, di codificare, e di immagazzinare l'informazione in memoria termineranno prematuramente il processo di persuasione.
A tal proposito è stato generalmente ipotizzato che l'informazione sessuale in pubblicità sia effettivamente notata, cioè attragga l'attenzione, e quindi sia conseguentemente ricordata, anche a distanza di tempo, nonché riconosciuta facilmente. In più le pubblicità che fanno leva sul sex-appeal sarebbero ritenute più coinvolgenti, attraenti, interessanti, divertenti, favorite, originali.
Il rovescio della medaglia è rappresentato, appunto, dal fatto che l'attenzione diretta verso il contenuto sessuale può comportare una distrazione controproducente: l'immagine sessuale attrarrebbe l'attenzione e tenderebbe a saturare le limitate risorse di processamento dello spettatore, lasciando poco o niente a disposizione per il processamento delle altre informazioni dell'annuncio, nella fattispecie il nome della marca e spesso la body-copy.
In compenso il sesso spingerebbe ad un miglior processamento dell'immagine rispetto al testo: pensieri e cognizioni sarebbero diretti verso gli elementi sessuali della pubblicità piuttosto che sul messaggio. Il che potrebbe forse far piacere all'art director, ma un po' meno al copywriter, e per niente alla ditta che investe denaro per fare una campagna pubblicitaria.
Una soluzione in grado di far fronte a tale controindicazione sarebbe rappresentata comunque dalla congruenza del prodotto, della marca, e del testo rispetto all'immagine stessa. Vari studi dimostrano infatti che quando c'è un'affinità tra sesso e quanto reclamizzato, anche la memorabilità di quest'ultimo ne può beneficiare.